# Shadow of the Vampire
Shadow of the Vampire (br: A Sombra do Vampiro), é um filme estadunidense de 2000, dos genêros drama e terror, dirigido por E. Elias Merhige.

## Sinopse
O filme conta a história das filmagens do filme "Nosferatu", uma adaptação da obra de Bram Stoker "Drácula", mas com outro nome, realizado em 1922 pelo diretor F.W.Murnau, interpretado por John
Malkvoich. Desejando fortemente fazer seu filme mais autêntico, ele contrata um vampiro de verdade para o papel principal. O elenco está curioso, pois ninguém conhece Max Schreck (Willem Dafoe), mas Murnau explica que Schreck estudou com Stanislavsky e se entrega totalmente ao papel, assim nunca deixa de ser o personagem, nem mesmo fora dos horários de filmagem. Quando Max Schreck surge, não se revela um ator estranho ou temperamental, mas totalmente bizarro, pois sempre está maquiado, só filma à noite e fica bastante descontrolado quando vê sangue. Além disto após filmá-lo, Wolfgang Müller (Ronan Vilbert), o diretor de fotografia, fica muito doente e logo fica claro que Schreck colocou seus caninos no pescoço de Müller. O diretor o pressiona para que o acordo entre os dois seja cumprido, na qual ele tem de se controlar para ganhar seu "prêmio": o pescoço de Greta Schroeder (Catherine McCormack), a estrela do filme. Mas enquanto as filmagens transcorrem, Schreck não dá importância para as ameaças de Murnau e fica cada vez mais incontrolável. O diretor vai até Berlim internar Müller e voltar para à Checoslováquia com Fritz Arno Wagner (Cary Elwes), o novo diretor de fotografia, mas enquanto isto ocorre Albin Grau (Udo Kier), o produtor, e Henrick Galeen, o roteirista, tentam descobrir quem é realmente Max Schreck.

## Elenco
- John Malkovich... F. W. Murnau
- Willem Dafoe... Max Schreck
- Cary Elwes... Fritz Wagner
- Eddie Izzard... Gustav von Wangenheim
- Udo Kier... Albin Grau
- Catherine McCormack... Greta Schroeder
- Ronan Vibert... Wolfgang Muller
- Ingeborga Dapkunaite... Michelin
- Nicholas Elliott... Paul
- Sophie Langevin... Elke
- Derek Kueter...Repórter
- Tania Marzen.. Eva
- Myriam Muller... Maria
- Orian Williams... Hans

## Principais prêmios e indicações
Oscar 2001
Indicado nas categorias de melhor ator coadjuvante (Willem Dafoe) e Melhor Maquiagem.
Globo de Ouro 2001
Indicado na categoria de melhor ator coadjuvante (Willem Dafoe).
Independent Spirit Awards 2001
Vencedor na categoria Melhor Ator coadjuvante (Willem Dafoe) e indicado na categoria Melhor Fotografia.
Saturn Awards 2001
Vencedor na categoria Melhor Ator coadjuvante (Willem Dafoe) e um prêmio especial pela excelente recriação de "Nosferatu" (1922).
Indicado nas categorias Melhor maquiagem e Melhor Figurino.
SAG 2001
Indicado na categoria Melhor Ator Coadjuvante (Willem Dafoe)

## Curiosidades
O papel de Max Schreck foi escrito especialmente para Willem Dafoe.
Willem Dafoe foi contratado para interpretar o Duende Verde após os produtores virem sua performance neste filme.
Este é o segundo filme no qual o ator Cary Elwes está relacionado a Drácula, sendo o primeiro Drácula de Bram Stoker (1992).